# Горст, Джон Эльдон
Сэр Джон Эльдон Горст (англ. John Eldon Gorst; 24 мая 1835, Престон, Англия — 4 апреля 1916, Лондон) — английский государственный и политический деятель, юрист, писатель, педагог, ректор. Королевский адвокат. Генеральный солиситор Англии и Уэльса (1885—1886).

## Биография
Образование получил в гимназии Престона и колледже Святого Иоанна в Кембридже (St John’s College). Позже изучал право в Лондоне. Вернулся в Ланкашир, где преподавал математику.

Сэр Джон Эльдон Горст

После смерти отца в 1859 году, Горст унаследовал значительное состояние. Но, вместо в комфортной жизни в Англии, в начале 1860 отправился через Австралию в Новую Зеландию. Сначала преподавал в миссионерской школе для детей маори. Позже получил назначение на должности магистрат-резидента в Уаикато. Подружился с верховным вождём маори, выступал в качестве посредника между маори и правительством сэра Джорджа Грея. Член либеральной Лиги защиты аборигенов.
Был комиссаром в Новой Зеландии, позже вернулся в Англию и был принят в коллегию адвокатов. С 1875 года — королевский адвокат.
Консервативный политик. С 1866 член нижней палаты британского парламента.
Один из лучших ораторов консервативной партии, в 1885 занимал в правительстве Солсбери должности генерал-солиситора Англии и Уэльса и товарища министра по делам Индии (1886—1891). В 1885 году возведён в рыцарское достоинство.
В 1890 г. Горст был первым английским делегатом международной рабочей конференции в Берлине.
В 1891—1892 гг. — финансовый секретарь Казначейства. В 1892 избран одним из двух председателей Совета Кембриджского университета. Ректор университета Глазго (1893—1896).
В 1895—1902 годах — занимал должность вице-президента Комитета по образованию Великобритании.
Почитается одним из классиков новозеландской литературы. Автор книг о Новой Зеландии, в том числе, «The Маоri-king, our quarrel with New Zealand» (1864), «Election manual» (1883) и «New Zealand Revisited: Recollections of the Days of My Youth» (1908).